# Акадия
 Тази статия е за френската колония.  За националния парк в Съединените щати вижте Акадия (национален парк).  
Акадия (на френски: Acadie) е името, дадено на земи, част от Френската колониална империя Нова Франция, в североизточна Северна Америка, която включва части от източен Квебек, приморските провинции и съвременен Мейн. В края на 16 век Франция претендира за (но никога не окупира успешно) територия, разпростряла се на юг до Филаделфия. През по-голямата част от 17 век, Кастин (сега в Мейн) е най-южното селище на Акадия. Действиелната спецификация от френското правителство за територията се отнася до земи, граничещи с атлантическия бряг, между приблизително 40 и 46 паралел северна ширина. По-късно територията е разделена между британски колонии, които стават канадски провинции и американски щати.
Първата столица на Акадия, основана през 1605 г. е Порт Роял. Британски части от Вирджиния нападат и изгарят града през 1613 г., но той е по-късно възстановен наблизо, където остава столицата на френска Акадия до британското завоюване на Акадия през 1710.
Днес Акадия се използва за отнасяне до региони на Северна Америка, които са исторически свързани със земите, потомците и/или културата на бившия френски регион. Тя особено се отнася до приморските провинции с френски корени, език и култура, основно в Ню Брънзуик, Нова Скотия, Мадленските острови и остров Принц Едуард, както и в Мейн. Използва се също за акадската диаспора в южна Луизиана, регион също наричан Акадиана.